# François II de Gruyère
Pour les articles homonymes, voir François II et François de Gruyère.
François II de Gruyère, mort en 1498 ou 1499, à l'âge de dix-sept ans, un comte de Gruyère, issu de la famille de Gruyère, de l'extrême fin du XVe siècle.

## Biographie

### Origines
François est le fils du comte de Gruyère, Louis et de Claude de Seyssel.
Lorsque son père meurt, vers 1492 ou l'année suivante, il est trop jeune pour gouverner. Il est donc placé sous la tutelle de sa mère, la comtesse Claude de Seyssel, dame d'Aubonne, et de son oncle paternel, François, baron d'Oron.

### Régence
Trop jeune pour diriger, l'action de François est limitée et soumise à sa mère. La politique de bonnes relation avec la République de Berne, entamée par son père, se poursuit avec la comtesse-régente.
Le 28 avril 1493, François prend possession de la seigneurie de Corbières. Hisely (1857) relate la cérémonie, indiquant que François est aidé par son oncle, et que sont témoins ses parents le chevalier Jean III de Gruyère, sire de Montsalvens ; Antoine de Guyère-Aigremont, ainsi que plusieurs nobles de la région.
Sa mère poursuit les travaux de rénovation du château de Gruyères, débutés sous le règne de Louis.
En raison de difficultés avec les villes environnantes, la comtesse-régente renforce les liens avec Fribourg. Si une partie des nobles soutient la Claude de Seyssel, un parti s'oppose à cette politique qui amoindri la souveraineté des habitants du comté et s'unit derrière Jean III de Montsalvens. Ce dernier signe toutefois un pacte avec Fribourg, en 1495, afin d'obtenir la bourgeoisie de la cité.

### Éducation
François obtient sa majorité, à 14 ans, le 6 mars 1496 ou 1497. François est envoyé auprès de la cour de la Maison de Savoie pour parfaire son éducation, politique et militaire. Le comté reste dirigé par la comtesse-régente et son oncle.
Le 19 mars 1498, il participe à un tournois à Genève, ordonné par Philibert II.
Les tensions entre les habitants du comté et ceux de Fribourg persistent.

### Mort et succession
François semble mourir en 1498, ou 1499, à l'âge de dix-sept ans. Il n'avait pas contracté de mariage.
Selon les dispositions prises par son père, son oncle, François III, baron d'Oron, lui succède à la tête du comté, en 1499. De fait, la comtesse-régente ne joue plus de rôle direct. Cependant un procès de succession s'ouvre. Un ans plus tard, en 1500, c'est Jean III de Montsalvens, qui sous le nom de Jean Ier, qui deviendra le nouveau comte,.